# ABS-CBN (tv-kanal)
ABS-CBN er et filippinsk kommercielt tv og nyt medienetværk, der fungerer som flagskibs ejendom for ABS-CBN Corporation, et selskab under Lopez Group. Netværket har hovedkontor i ABS-CBN Broadcasting Center i Quezon City med yderligere kontorer og produktionsfaciliteter i 25 større byer, herunder Baguio, Naga, Bacolod, Iloilo, Cebu og Davao. ABS-CBN omtales i daglig tale som Kapamilya Network; denne branding blev oprindeligt introduceret i 1999 og blev officielt introduceret i 2003 under fejringen af dets 50-års jubilæum. ABS-CBN er det største mediefirma i landet med hensyn til indtægter, aktiver og international dækning.